# Peredi csata

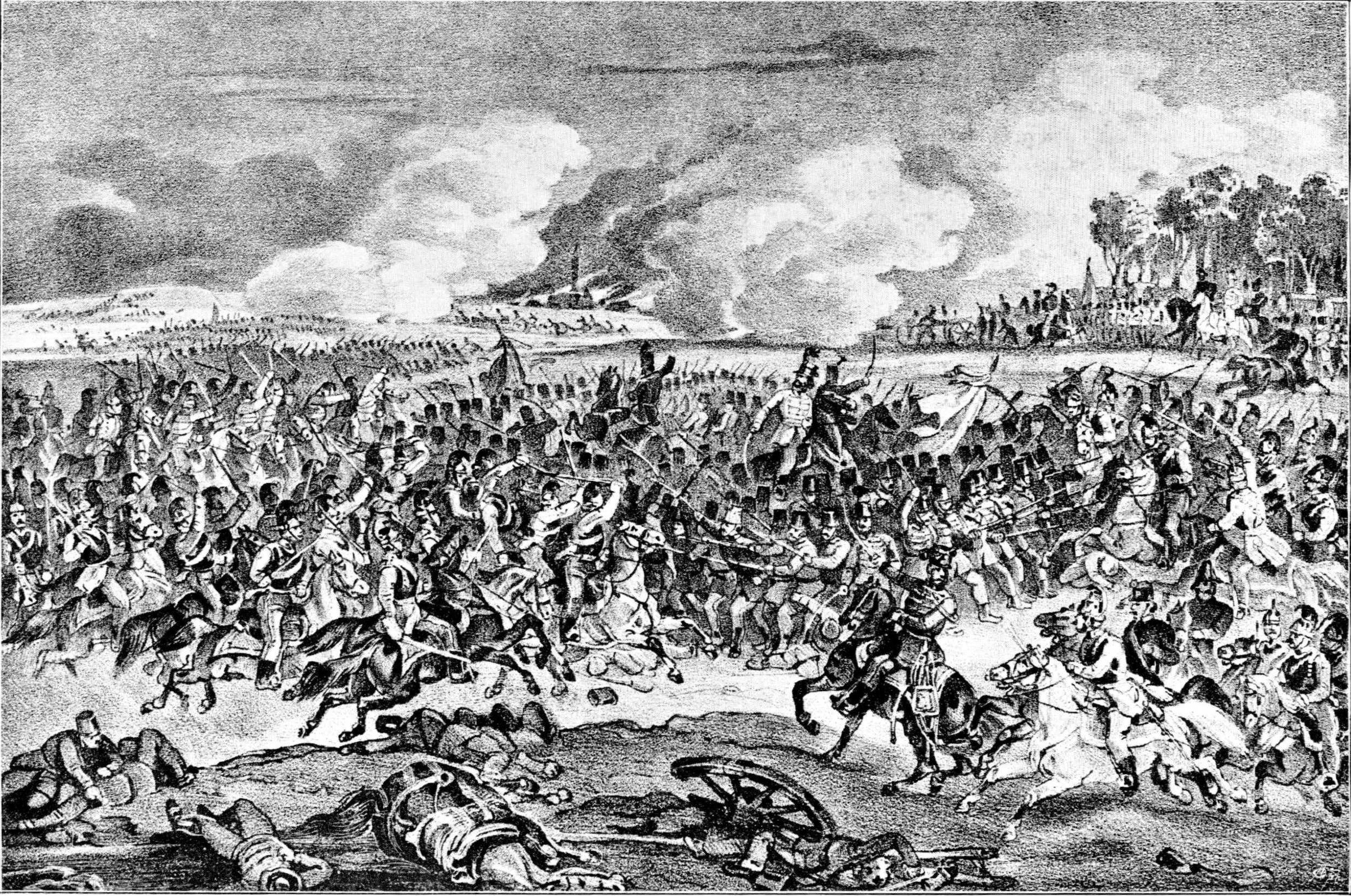
A csata

A peredi csata az 1848–49-es szabadságharc egyik fontos csatája volt 1849. június 20-án.

## Előzmények
Ludwig von Wohlgemuth altábornagy az Alsó-Vág menti események hírére még a június 16-án és 17-én a Perin dandárt Vágára és e helyett a Galgócon álló Jablonowski dandár 2 zászlóalját és 1 ütegét Szeredre rendelte. Eközben kapta Haynau táborszernagy parancsát, hogy saját IV. hadtestével, valamint az egyidejűleg rendelkezésére bocsátott Fjodor Panyutyin orosz hadosztállyal nyomuljon előre, és a magyar csapatokat a Vág bal partjára vesse vissza. Ehhez képest Wohlgemuth a főhadiszállását június 18-án Galántára tette át és a következő napon a Zsigárdnál álló Pott dandár mögé a 4 zászlóaljat és 6 löveget számláló Theissing dandárt, valamint az Auersperg-vérteseket 1 lovas üteggel, nemkülönben 1 fél század Ferdinand-császár vértest 1 hatfontos üteggel Perednél egyesítette. Panyutyin hadosztálya június 18-án Szencig és Sárfőig, június 19-én pedig Diószegig nyomult előre.
Anton Herzinger tábornok, aki a 8 fél zászlóaljból, 7 fél lovas századból és 36 lövegből álló Pott és Theissing dandárok felett hadosztályparancsnoki minőségben szerepelt, még június 18-ika folyamán az Alsó-Vág felé erősebb kémszemlét tartott, mely alkalommal tudomására jutott, miszerint az Alsó-Vág és a Feketeviz alkotta szögben legalább 18-20 ezer főnyi magyar sereg áll összpontosítva; ennek folytán Herzinger az elrendelt támadó műveletet csakis újabb erősítések beérkezte után vélte megkezdhetőnek s így dandárjait június 19-én Zsigárd és Pered mellett elfoglalt állásukban hagyta meg, ahol azokat 20-án a magyar sereg megtámadta.
A zsigárdi ütközet után a magyar sereg II. hadtestének csapatai Andódnál, a III. hadtesté Tardoskeddnél, az I. hadtest pedig Mocsonoknál állt. Rakovszky Sámuel különítménye Farkasdot és Negyedet tartotta. Görgey a balul végződött zsigárdi ütközet után, bár Klapka azt határozottan ellenezte, június 20-ára a támadás megismétlését határozta el. Ezen felül Klapkának még külön meghagyatott, hogy a VIII. hadtesttel Andódra vonuljon és onnen a Vásárútnál álló ellenség ellen menjen és ha a II. hadtest támadása nem sikerülne, úgy azt majd felvegye. Időközben elkészült a negyedi híd is.
E szerint a támadás újból nem az egész erő által egységesen, hanem csak a II. hadtest által volt végrehajtandó, amelynek most magára hagyatva, az osztrákok jobb összpontosítása és a Panyutyin-hadosztály közreműködése mellett, még kevesebb kilátása lehetett a sikerre, mint június 16-án.

## A csata

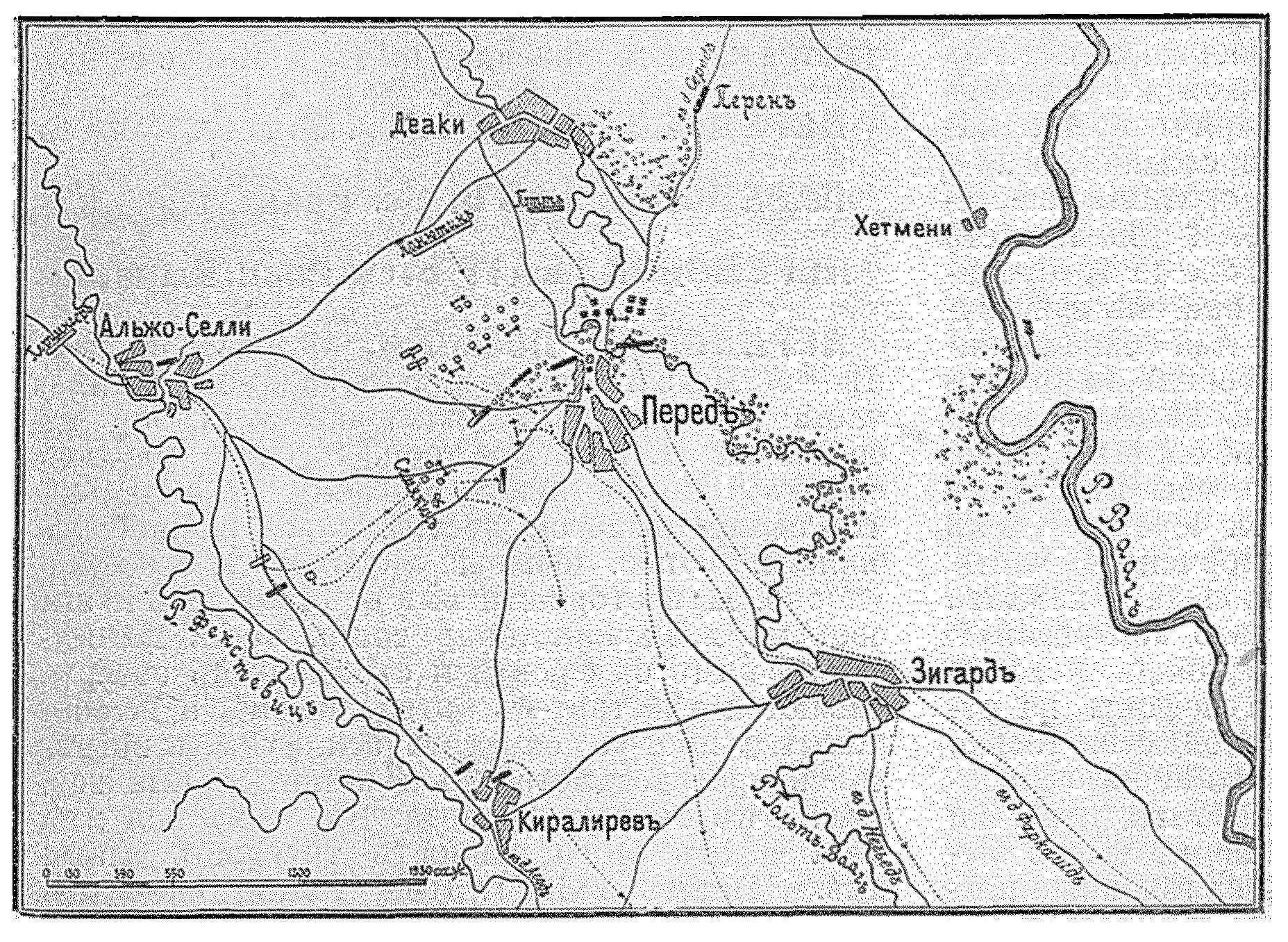
A peredi csata térképe orosz nyelvű katonai enciklopédiában

A II. hadtest, hogy már hajnalban megkezdhesse a támadást, már június 19-én éjfél előtt 11 órakor elindult Andódról és hajnali fél 5 órakor érkezett Zsigárd közelébe, ahol sűrű köd által fedve várta Görgey megérkezését. Miután 1 teljes óra hiába telt el várakozásban, nehogy Rakovszky, akinek parancsa volt Negyed felől szintén hajnalban megindítani a támadását a zsigárdi állás balszárnya ellen, elszigetelten menjen neki az ellenséges túlerőnek, Asbóth Lajos elhatározta, hogy nem várva tovább Görgey beérkezésére, maga vezeti hadtestét támadásra.
Reggel 7 óra tájban, amidőn a köd oszladozni kezdett, megkezdte Asbóth a támadó előnyomulást; Királyrévet a Beregi csapat s a pozsonyi vadászok csekély ellenállás után bevették, mialatt a 49. és 60. zászlóalj, valamint Rakovszky őrnagy különítménye megelőző hatásos ágyúzás után Zsigárdra támadtak és Pott dandárját csakhamar visszavonulásra bírták Pered irányában. Ekkor érkezett be Herzinger a Theissing dandárral és Pott Gusztáv visszavonulását fedezendő, Királyrévet igyekezett elfoglalni, ahol azonban makacs ellenállásba ütközött. Asbóth látva a fenyegető veszélyt, parancsot adott ütegeinek, miszerint tüzelésüket a támadó Herzinger ellen irányítsák s egyidejüleg Mándy alezredest a lovassággal szintén rohamra indította ellene. A Württemberg-huszárok a 16-án szenvedett csorbát kiköszörülendő, a legnagyobb elszántsággal küzdöttek Herzingernek szintén rohamra induló lovassága ellen és azt heves kézi tusa után a Theissing dandár balszárnyára vetették vissza. Ezáltal az egész dandár összekeveredett, úgyhogy Herzinger kénytelen volt a magyar balszárny által üldöztetve, csapatait Alsószeli felé visszavezetni.
Mialatt mindez Királyrév körül történt, Asbóth ezredes nyomon követte Pottot Pered felé és azt 3 zászlóaljjal arcban, 2 zászlóaljjal pedig Szekulits alatt oldalban támadta meg és egyidejüleg Rakovszky őrnagynak parancsot adott, hogy a zsigárd-peredi erdőt megkerülve, az ellenséget hátba támadja.
Wohlgemuth a Pott dandárt és hadteste tüzérségének java részét Pered előtt ismét harcra fejlődtek fel és különösen az utóbbinak tüze annyira érezhetővé vált, hogy Asbóth első harcvonala, a 60., 61. és 63. zászlóalj, de kivált ez utóbbi, mely közé egymás után két gránát csapott, megingott. Erre Prihoda őrnagy, hogy a gyalogságot kissé degagirozza, egy század Württemberg-huszárral az osztrák balszárny ütegre vetette magát, de ennek fedezésére a sövények mögött rejtve felállított vadászzászlóalj úgy a huszárokat, valamint a Zsigárd felől szintén errefelé tartó Szekulitsot is oly hatásos tűzzel árasztotta el, hogy azok csakhamar hátrálni voltak kénytelenek. Erre Asbóth tartalékhadát, az 56. zászlóaljat és a Don Migueleket, vezényelte rohamra. Ő maga ragadta kezébe a 63. zászlóalj lobogóját s így serkentette csapatait a küzdelem folytatására. Épp akkor, délután 1 óra után érkezett be Görgey is a harc színhelyére, aki aznap reggel már csak a II. hadtest elindulása után ért Andódra, ahol aztán, ahelyett, hogy a II. hadtestet mielőbb utolérni iparkodott volna, délelőtt 10 óráig környezetével együtt az erdő árnyékában húzta meg magát, állítólag azért, hogy a szintén odaérkező Klapkát a támadás folytatásának szükségéről személyesen meggyőzze.
Asbóth előrerendelt tartalékhada elszántan ment neki a Peredet megszállva tartó ellenségnek, de ennek öldöklő tüze folytán a magyarok vonala ismét ingadozni kezdett, ámde Asbóth semmi áron sem akart tágítani, végig száguldott a vonalon, egyik zászlóaljat a másik után bátorítva, lelkesítette, majd személyesen a közép támadó oszlop élére állva, negyedízben indította rohamra csapatait. Az erőteljes roham Pered templomáig jutott, amely körül mindkét részről elkeseredett harc alakult ki. E válságos pillanatban nyomult be Rakovszky a 48. zászlóaljjal és a Bocskay-gyalogsággal hátulról a faluba, aminek folytán Pott attól tartva, hogy minden oldalról bekerítik, dandárját, melyből mintegy 100 ember foglyul esett, harcolva Deáki felé vezette vissza.
Ily körülmények között az ellenfele által különben is szorongatott Theissing sem maradhatott meg Alsószelinél, minek folytán Herzinger a két dandárt Vízkeletre és Taksonyra rendelte vissza. Asbóth a harc fáradalmaitól végképp kimerült csapatait Pered, Deáki és Alsószelinél gyülekeztette. Csak ekkor, délután 2 óra után lettek láthatóvá a III. hadtest oszlopélei, amennyiben Görgey beérkezése után azonnal parancsot küldött a hadtestével a Vág túlsó partján veszteglő Knezić Károlynak, miszerint előrenyomulását haladéktalanul kezdje meg.
Ezalatt Görgey Asbóthtal heves szóváltásba keveredett, s utóbbinak – bizonyára jogtalanul – szemrehányólag kifogásolta, hogy a támadást önhatalmúlag az ő beérkezte előtt indította meg, de egyszersmind hevesen kikelt a III. hadtest tétlensége ellen is. A hosszas vita eredménye volt, hogy Görgey még ugyanaznap Asbóthot túlbuzgalma, Knezićet ellenben tétlensége miatt elmozdította hadtestparancsnoki állásukból és a II. hadtest élére Kászonyi József ezredest, a III. hadtest parancsnokává pedig gróf Leiningen Károly ezredest nevezte ki. Asbóthnak saját volt hadtestében a több heti szabadságra menő Szekulits helyett hadosztályparancsnokságot kellett átvennie. Egyidejüleg a II. hadtest vezérkari főnökévé, Meszéna alezredes helyett báró Ernst Hügel őrnagy neveztetett ki (a csatában hősi halált halt egy huszárroham élén), Leiningen ezredes hadosztályát pedig Földváry Károly alezredes vette át.
A csata befejeztével Görgey a következő tudósítást küldte a központi irodának Tatára: „Pöröd, június 20. 1849. délután 4 órakor. A II. hadtest jelenleg Alsó-Szélyt és Királyrévet tartja megszállva, és maga Alsó-Szély és Pöröd közt táboroz. A III. hadtest Pörödet tartja megszállva; táboroz pedig ezen helység és a Vág között. Hir szerint az ellenség Deákiból és Sélyéből is kivonult már; de mi már tovább nem bírjuk követni, annyira kifáradtak az emberek. A küzdelem kivált Pered birtokáért, meglehetősen meleg volt. Valami nagy veszteségeinkről nem tudok. Az ellenség, amint nekem jelentik, csak foglyokban valami 70 embert őrmestertől lefelé, és 13 tisztet vesztett. Holnap, 21-én megkísérlem a III. hadtesttel Sélyén át Galantha felé nyomulni előre, emellett természetesen arra számítok, hogy mind Klapka Vásárútnál, mind Nagy Sándor Szerednél szerencsésen harcolnak. A II. hadtest azalatt Alsó-Szély és Deáki között állva marad, hogy a III-iknak baloldalát fedezze. Ezen közlésnek egyik példányát egyidejüleg Nagy Sándornak küldöm. Lőszert, amennyi csak van, utánunk kell küldeni. Ha Klapka Vásárútat bevehetné és Nádszeget az érsekujvári Dunán át megszállhatná: ezáltal nekem a holnapi hadmíveletem nagyon meg lenne könnyítve. Épen most jelenti egy cirkálónk, hogy Sélye is üres. Görgey.”

## Következményei
A Vág mentén lefolyt harcokkal egyidejűleg a Csallóközben is ütközetre került sor az osztrák II. és a magyar VIII. hadtest csapatai között. Előbbi június 20-ikára azon parancsot kapta, hogy az érsekújvári Duna-ág mindkét partján előrenyomulva, a Csallóközben álló magyar csapatokat lekösse és meggátolja, hogy innen esetleg a Vághoz erősítést küldhessenek. Miután viszont Klapkának is az volt a parancsa, hogy Vásárút felé nyomuljon előre, az összeütközés e helység közelében kikerülhetetlenné vált.
Csorics altábornagy vett meghagyásához képest június 20-án reggel a pozsonyeperjesi és nádszegi átkelők megfelelő megszállása után, egy 2 zászlóaljból, 4 lovas századból és 18 lövegből álló oszlopot Vásárútról Andód felé, egy másik oszlopot Albárról Nagymegyer, s végül a Reischach dandárt Patason át szintén Nagymegyer felé indította útnak.
Klapka, aki a Kosztolányi hadosztállyal a délelőtt folyamán Andódnál megérkezve, azt a gútai út mindkét oldalán állította fel, déltájban értesült az ellenség előrenyomulásáról s nehogy az általa védendő híd közelében támadtassék meg, elhatározta, miszerint maga is támadólag megy elébe az ellenségnek; e célból Kosztolányit 2 zászlóaljjal, 1 lovas századdal és 4 löveggel a gútai úton a Duna-ág mentén, Rohonczy ezredest a csak nem rég felállított Károlyi-huszárok 3 századával és 1 lovas üteggel Királyföldén át Albár irányában, gróf Zichy ezredest pedig egy kisebb hadoszloppal Apácaszakállasról az országúton Nyárasd felé indította el és végül Janik ezredesnek a 64. és 18-ik zászlóaljjal, 1 lovas századdal és 4 löveggel a Kosztolányi és Rohonczy hadoszlopokat tartalék viszonyban kellett követnie.
Csorics balszárnyoszlopa Nyárasdra érvén, ott a magyarok előrenyomulásának hírére következőleg helyezkedett el: a 2 zászlóaljnyi gyalogság a helységet és a mellette a Kis-Duna irányában elterülő erdőcskét szállta meg, a lovasság a jobb szárnyon, a helységen kívül foglalt állást, a tüzérség egyelőre a falu mögött maradt. Kászonyi nyomban támadásra indult és a föntebb említett erdőt hatalmába ejtvén, éppen Nyárasd ellen készült rohamra, midőn a 2 század Civallart-dsidásból és 2 század Liechtenstein chevauxlegersből álló ellenséges lovassággal összecsapott Károlyi-huszárokat visszavetették. Erre Klapka 1 század Hunyady-huszárt dobott az üldözésre induló osztrák lovasok elébe és ez, valamint az egyik közelben álló üteg tüzelése meg is állította az ellenséges lovasságot. Ezalatt Rohonczy újból összeszedte fiatal huszárjait és ismét nekiment az ellenséges lovasságnak, de ez alkalommal is visszaverték. Erre a két osztrák zászlóalj kitört Nyárasdból, minek folytán az ellenséges lovasság által balszárnyában fenyegetett Kosztolányinak szintén tágítania kellett. Az osztrák lovasság nyomon követte az elvonulókat, miközben a lovasság harmadízben is összecsapott egymással, de ebben is a magyarok húzták a rövidebbet, miáltal Klapka helyzete komollyá vált. Szerencséjére azonban végre beérkezett kissé elkésett tartaléka Janik alatt, valamint gróf Zichy oldaloszlopa is, minek folytán csakhamar újból sikerült a harcrendet helyreállítani. Ezt látván Csorics, azonnal beszüntette a harcot és csapatait Nyárasdon át ismét Vásárútra vezette vissza, Klapka pedig a korábban elfoglalt andódi állásába vonult.

## Ismert résztvevők
- Asbóth Lajos (1803–1882) honvéd ezredes, a Magyar Tudományos Akadémia levelező tagja.
- Sekulits István (1810-1885) ezredes, hivatalnok.
- báró Anton Csorich von Monte Creto (1794–1864) altábornagy, tábornok, osztrák hadügyminiszter.
- Fjodor Szergejevics Panyutyin (1790–1865) orosz katonatiszt.
- Ludwig von Wohlgemuth (1788–1851) altábornagy, tábornok.

- Csaplár Ignác (1822–1900) katolikus pap, százados.
- Keresztessy József (1819–1895) vívómester, a magyar kardvívóiskola megalapítója.
- Pikéthy Gusztáv (1805–1876) honvéd vezérőrnagy.
- Pott Gusztáv (1792–1850) ezredes.
- Szikszai Lajos (1825–1897) Szilágy vármegye alispánja, az Országgyűlés tagja, királyi tanácsos és műgyűjtő.
- Takács Gyula (1826-1898) ügyvéd, szolgabíró, 48-as honvédfőhadnagy[4]